# 스베틀라나 보이코 (펜싱 선수)
스베틀라나 아나톨리예브나 보이코(러시아어: Светла́на Анато́льевна Бо́йко, 1972년 4월 13일~)는 러시아의 전직 펜싱 선수로 주 종목은 플뢰레이다. 2008년 하계 올림픽 여자 플뢰레 단체전에서 금메달을 획득했으며 세계 선수권 대회에서 금메달 3개, 은메달 3개, 동메달 1개를 획득했다.

## 수상

### 수훈
- 우애훈장(2009년 8월 2일)
- 명예 러시아 체육 명장